# Jüdischer Friedhof Altwiedermus

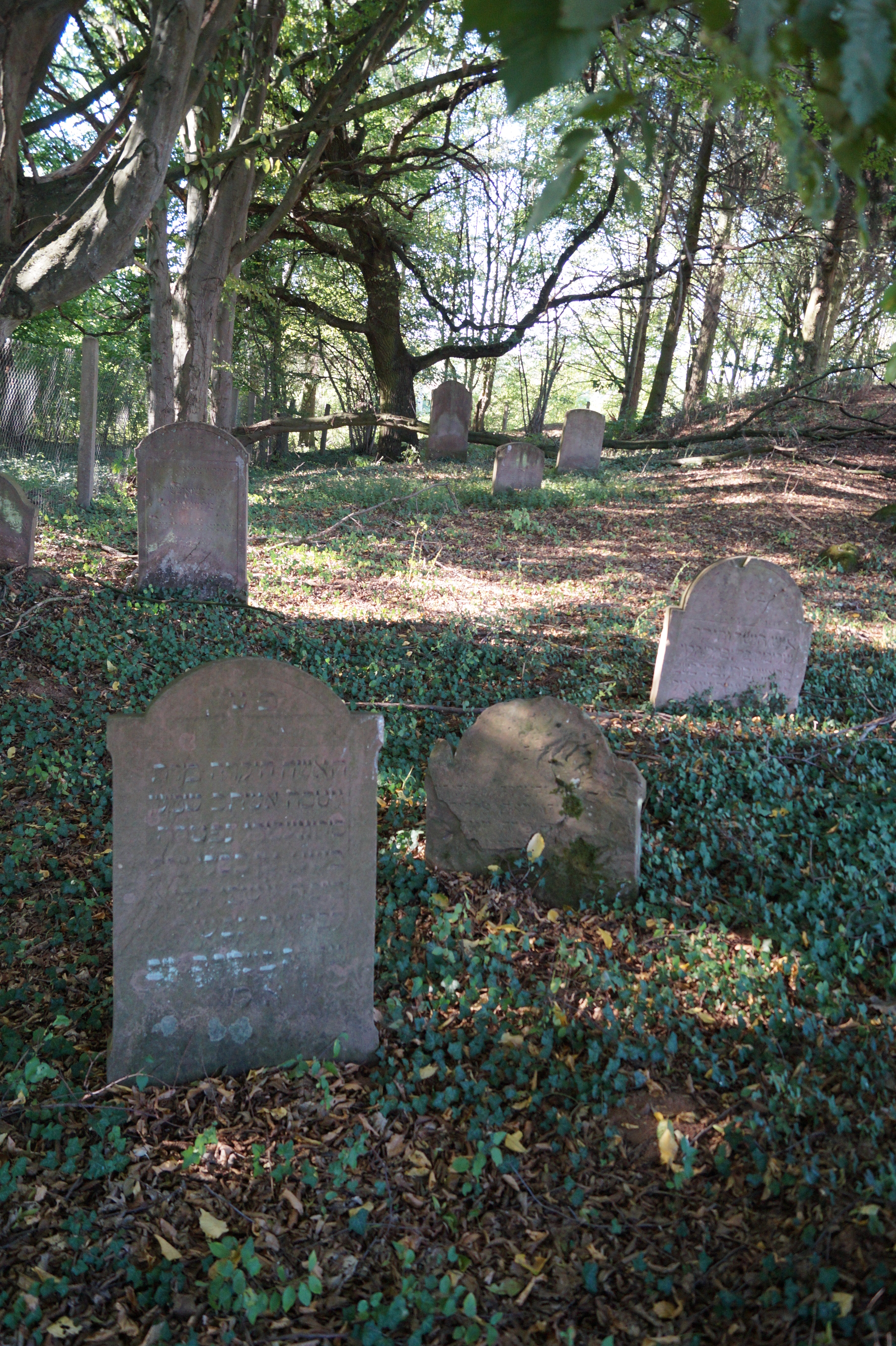
Blick in den Friedhofsbereich von Südosten (2015)

Der Jüdische Friedhof Altwiedermus befindet sich in Altwiedermus, einem Ortsteil der Gemeinde Ronneburg im Main-Kinzig-Kreis in Hessen.

## Geografische Lage
Der jüdische Friedhof liegt nördlich der Ortschaft an der nach Büdingen führenden Straße (L 3193) und westlich unterhalb der Burg Ronneburg im Tal des Fallbachs. Er ist über einen Feldweg vom Sportplatz zu erreichen.

## Geschichte
Der Friedhof wurde hauptsächlich von den jüdischen Bewohnern der Ronneburg genutzt, während für Altwiedermus der Jüdische Friedhof in Eckartshausen zuständig war. Möglicherweise bestand er deshalb schon seit dem 15. oder 16. Jahrhundert.
Der älteste Grabstein stammt aus dem Jahr 1774, nach anderen Angaben 1751. Bis 1877 wurden auch Juden aus Mittel-Gründau hier beigesetzt. Die Bestattungen auf dem Friedhof endeten bereits im Jahr 1884.

## Anlage
Der Friedhof befindet sich in einem stark überwucherten Feldgehölz und nimmt eine Fläche von 1392 m² ein. Er ist von einem Drahtzaun umgeben. Es sind noch 15 Grabsteine vorhanden. Das auffallend hügelige Gelände des Friedhofes könnte auf eine Aufschüttung hindeuten, die notwendig wurde, um Platz für weitere Gräber zu erhalten.